# Perizoma custodiata
Perizoma custodiata är en fjärilsart som beskrevs av Achille Guenée 1858. Perizoma custodiata ingår i släktet Perizoma och familjen mätare. Inga underarter finns listade i Catalogue of Life.